# A Certain Ratio
A Certain Ratio — англійський постпанк-гурт, заснований 1977 року в Великому Манчестері.
До першого складу гурту входили бас-гітарист Джеремі Керр, вокаліст Саймон Топпінг, гітаристи Пітер Террел й Мартін Москроп та вокалістка Март Тілсон. 1979 року на лейблі Factory Records вийшов їхній перший запис The Graveyard and the Ballroom, частина пісень з якого була записана на студії Graveyard, а інша частина — наживо на розігріві у гурту Talking Heads. Протягом наступних років гурт випустив пісні «All Night Party» та «Shack Up» (кавер-версію Banbarra), а 1981 року — дебютний альбом To Each... Їхню експериментальну музику відносили до жанру постпанк.
1982 року гурт видав альбому Sextet та I'd Like To See You Again. Їхні пісні потрапляли до десятки найкращих композицій інді-виконавців Великої Британії. Невдовзі гурт залишили Тілсон, Топпінг та Террел; їх замінили Ендрю Коннел та Тоні Квіглі. 1985 року вийшла збірка The Old & The New, а 1986 року перший альбом в новому складі Force. 1987 року на лейблі Dojo вийшов концертний альбом A Certain Ratio Live in America, а 1989 та 1990 року на A&M Records — студійні альбоми Good Together та MCR. На початку дев'яностих A Certain Ratio підписали контракт з лейблом Rob's Records менеджера гурту New Order Роба Греттона, де видали альбом Up In Downsville (1992) та Change The Station (1997).